# غارتگر: سرزمین‌های بد
غارتگر: سرزمین‌های بد (انگلیسی: Predator: Badlands) یک فیلم اکشن و علمی تخیلی آمریکایی آماده اکران به کارگردانی و نویسندگی دن تراختنبرگ با بازی ال فانینگ است. این هفتمین فیلم از سری اصلی و نهمین فیلم در فرنچایز غارتگر می‌باشد.
این فیلم قرار است در تاریخ ۷ نوامبر ۲۰۲۵ توسط استودیوهای قرن بیستم در ایالات متحده اکران شود.

## داستان
دو خواهر در حین عبور از یک زمین بایر، گذشته هولناک خود را کشف می‌کنند.

## ساخت
فیلمبرداری در نیوزیلند از ۲۷ اوت ۲۰۲۴ با عنوان کاری کوله پشتی آغاز شد و در اواخر اکتبر تمام شد.